# Pierre-André Marchand
Pour les articles homonymes, voir Marchand.
Pierre-André Marchand, né à Sonvilier en 1943, est un journaliste, auteur-compositeur, chanteur, écrivain suisse.

## Biographie
Vivant à Soulce, dans le canton du Jura, il fonde le journal satirique La Tuile en septembre 1971 tout en collaborant avec de nombreux médias, dont les journaux Jura libre, Arc Hebdo, La Liberté, Optique jurassienne, La Brique, ou les radios Radio fréquence Jura, Radio suisse romande, France Culture et Radio-Canada.
Pierre-André Marchand a aussi été très impliqué dans la question jurassienne, il y a défendu des positions favorables à un canton du Jura indépendant de celui de Berne. Ce qui ne l'a pas empêché aussi de dénoncer les actions de certains séparatistes et surtout d'ex-séparatistes, après que le canton eut été créé.

## Publications
- Édition commémorative de la création du canton du Jura : album avec 45t chanté par P.A. Marchand sur des textes qu'il a écrits.Salade rustre, Éditions de la Prévôté, 1979Illustré par Martial Leiter
- Coup de 100 : huit ans de satire jurassienne, Éditions La Tuile, 1980
- Sur le Pont Moulinet, Éditions La Tuile, 1981Illustré par Gérard Bregnard
- 33 ans de satire… et on me déteste autant qu’au premier jour, Éditions Favre, 2005 (ISBN 978-2-8289-0843-0)
- Nicole Petignat, la fille qui siffle les garçons, Éditions Favre, 2006, 156 p. (ISBN 978-2-8289-0899-7)

## Filmographie
Pierre-André Marchand est le sujet principal du documentaire Chroniques des hautes plateaux réalisé en 1993 par Christophe de Ponfilly.